# Hötjärnen (Torps socken, Medelpad, 692274-152805)
Hötjärnen är en sjö i Ånge kommun i Medelpad och ingår i Ljungans huvudavrinningsområde. Sjöns area är 0,038 kvadratkilometer och den är belägen 206 meter över havet.